# Saint-Léger-la-Montagne

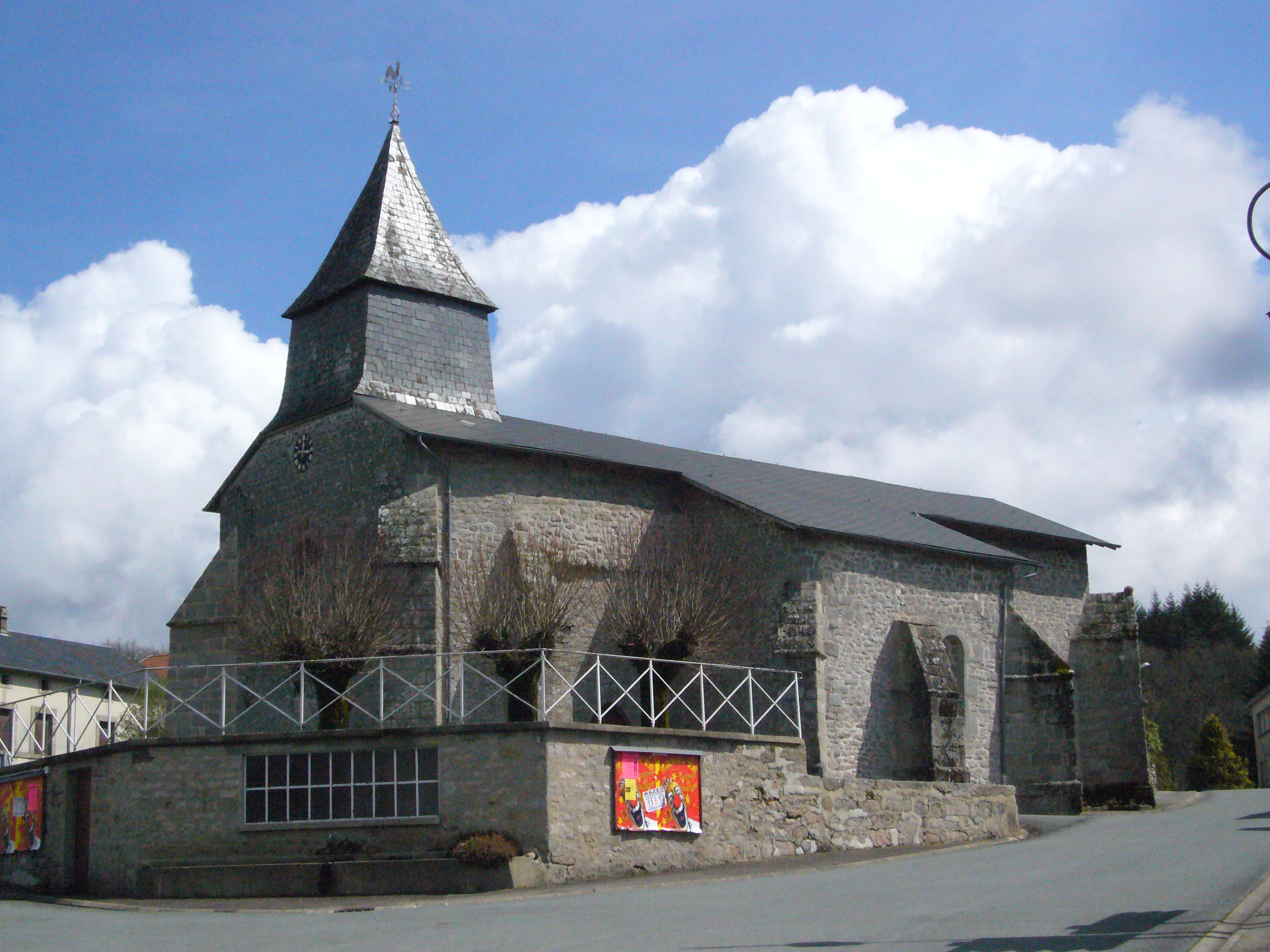
Zabytkowy Kościół św. Piotra (2008)

Saint-Léger-la-Montagne – miejscowość i gmina we Francji, w regionie Nowa Akwitania, w departamencie Haute-Vienne.
Według danych na rok 1990 gminę zamieszkiwało 365 osób, a gęstość zaludnienia wynosiła 11 osób/km² (wśród 747 gmin Limousin Saint-Léger-la-Montagne plasuje się na 313. miejscu pod względem liczby ludności, natomiast pod względem powierzchni na miejscu 139.).

## Populacja

Populacja Saint-Léger-la-Montagne w latach 1962–2008